# Mops leucostigma
Mops leucostigma é uma espécie de morcego da família Molossidae. Endêmica de Madagascar.